# 最勝海海岸
最勝海海岸（にいなめかいがん）は、大分県佐伯市（旧上浦町）にある海岸である。

## 概要

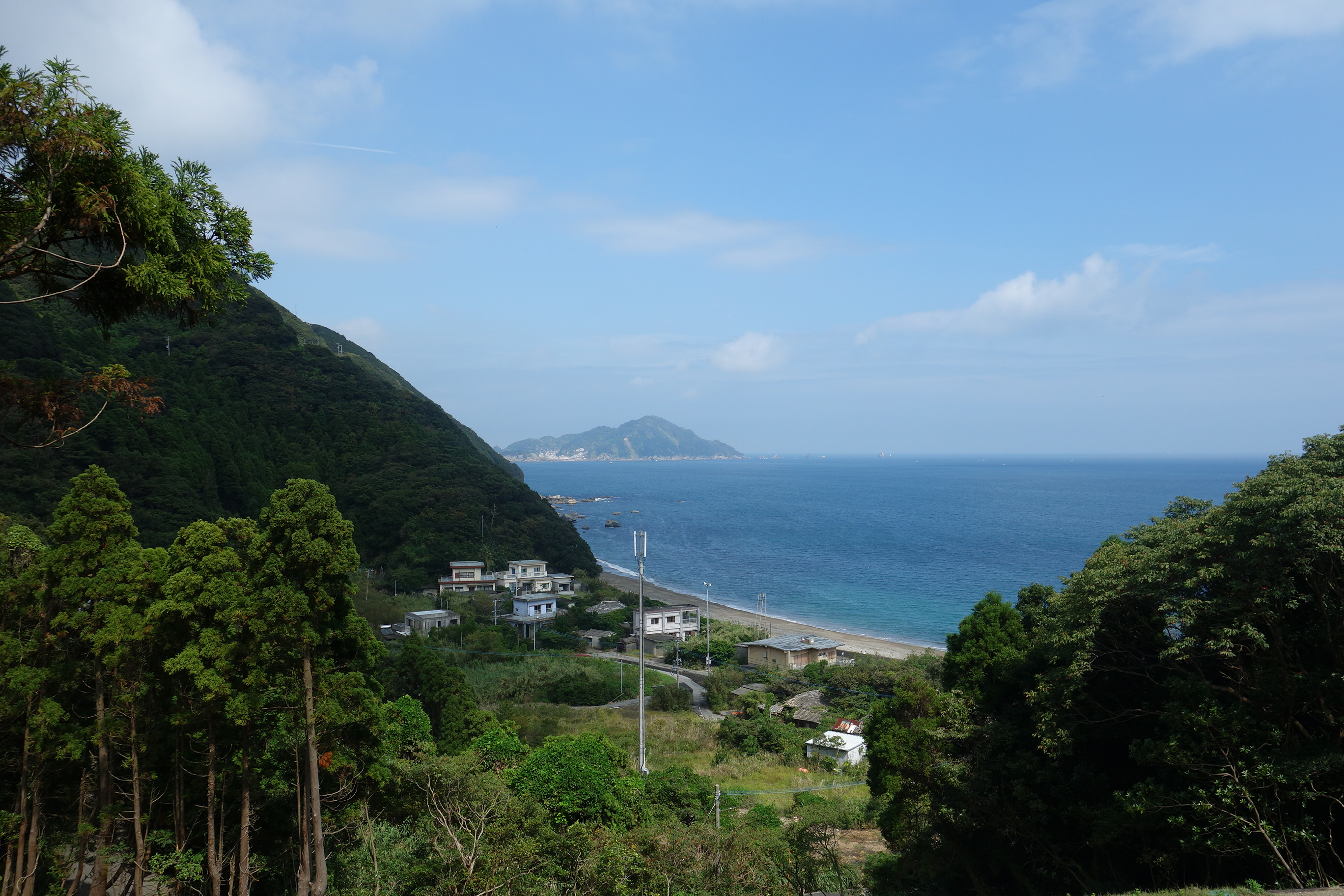
最勝海浦の風景

佐伯湾の北に突き出す四浦半島南側の最勝海浦沿岸にある全長約7kmのリアス式海岸で、半島を成す山々が海に落ち込み、海中に奇岩が点在することから、海の耶馬渓とも呼ばれる景勝地である。特に、福泊地区の海中に並ぶ三ツ石と呼ばれる奇岩は有名。
全域が日豊海岸国定公園に指定されているとともに、1962年（昭和37年）11月3日に選定された大分百景に選ばれている。また、「最勝海浦のウバメガシ林」は、1982年（昭和57年）3月30日に大分県の天然記念物に指定されている。
最勝海浦（にいなめうら）は、明治時代に四浦半島南岸の大浜、蒲戸、福泊、長田、夏井が合わさって誕生した。「最勝海」という名は、『豊後国風土記』の海部郡の条で登場するもので、そこでは、海部郡の南部にあったとされる穂門郷の名の由来を、景行天皇がこの地に行幸した時に、海底の「最勝海藻」（ほつめ。ワカメのこと。）を採らせたことに因み、これが後に転訛して「穂門」（ほと）となったとしている。現在、「最勝海」を「にいなめ」と読むのは、明治時代にこの名が付けられた際に『豊後国風土記』の写本での誤記を採用したためとも言われる。

## 交通
- JR九州日豊本線浅海井駅から徒歩約20分